# Marmo cipollino

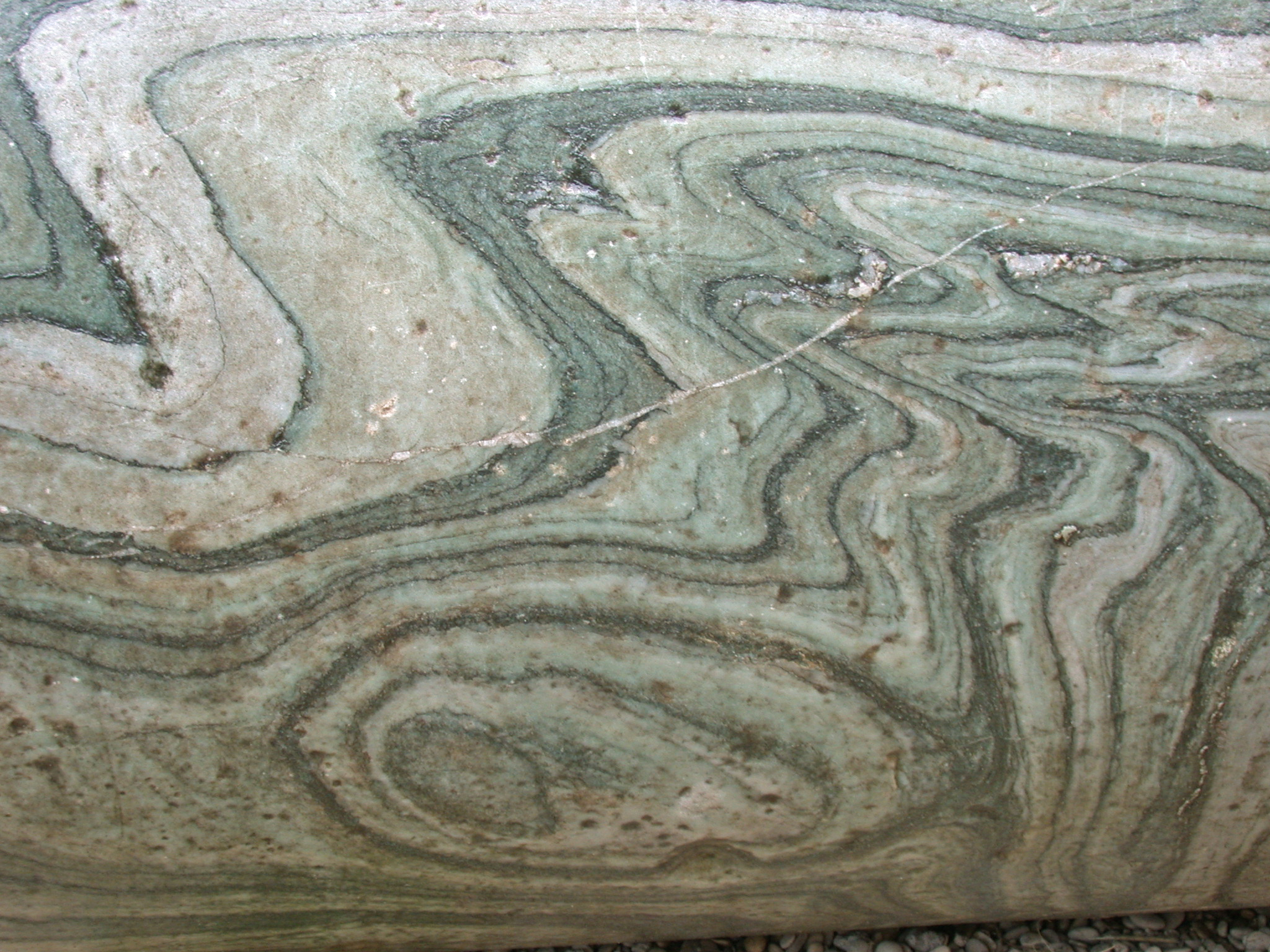
Fusto liscio di colonna in marmo cipollino, conservato presso la Basilica di Massenzio nel Foro Romano, a Roma.

Il marmo cipollino è una varietà di marmo utilizzata dai Romani. Il nome moderno corrisponde in latino al "marmor carystium" (ossia "marmo di Karystos").
Veniva estratto in numerose cave situate sulla costa sud-occidentale dell'isola di Eubea, in Grecia, tra le attuali città di Styra e Karystos. Alcune di queste cave antiche conservano fronti di estrazione lunghi oltre 100 m.
Si tratta di un marmo con fondo bianco-verdastro, percorso da fitte nervature ondulate di colore verde, tendente al bluastro e percorso da spessi strati di mica. Il colore del fondo e delle venature tende a scurirsi a seconda della collocazione geografica della cava di origine da sud verso nord.
Una varietà di colore giallo-arancione è stata estratta a Desertetto, in provincia di Cuneo, dagli anni '20 agli anni '70, ed è stata utilizzata per la costruzione di alcune parte del Politecnico di Torino e del Teatro Regio.
Dal punto di vista petrografico è una roccia metamorfica, marmo cristallino saccaroide (cristalli tra i 0,2 e i 0,6 mm), con venature colorate dall'epidoto e dalla clorite.
Utilizzato già dai Greci, fu importato a Roma a partire dal I secolo a.C. Plinio il Vecchio, nella sua Naturalis Historia, racconta che colonne di questo marmo ornavano a Roma la casa del cavaliere Claudio Mamurra, che era stato praefectus fabrum (prefetto degli ingegneri)  di Cesare in Gallia. Le cave divennero quindi di proprietà imperiale e il marmo cipollino si diffuse in tutte le città dell'impero. L'estrazione e l'utilizzo continuarono ampiamente ancora nel V secolo, in età bizantina.
Fu impiegato soprattutto per fusti di colonne, anche di grandi dimensioni e prevalentemente lisce (un esempio sono le colonne del pronao del tempio di Antonino e Faustina nel Foro Romano a Roma). Si conoscono anche sculture, come la figura del coccodrillo, che decorava lo specchio d'acqua del "Canopo" di Villa Adriana a Tivoli e venne realizzata in questo materiale per imitare il naturale colore delle scaglie dell'animale.
Cave di varietà di marmi di apparenza simile esistono anche nella penisola iberica (cave di Anasol), sulle Alpi Apuane, nella Grecia nord-orientale e in Serbia.

## Note

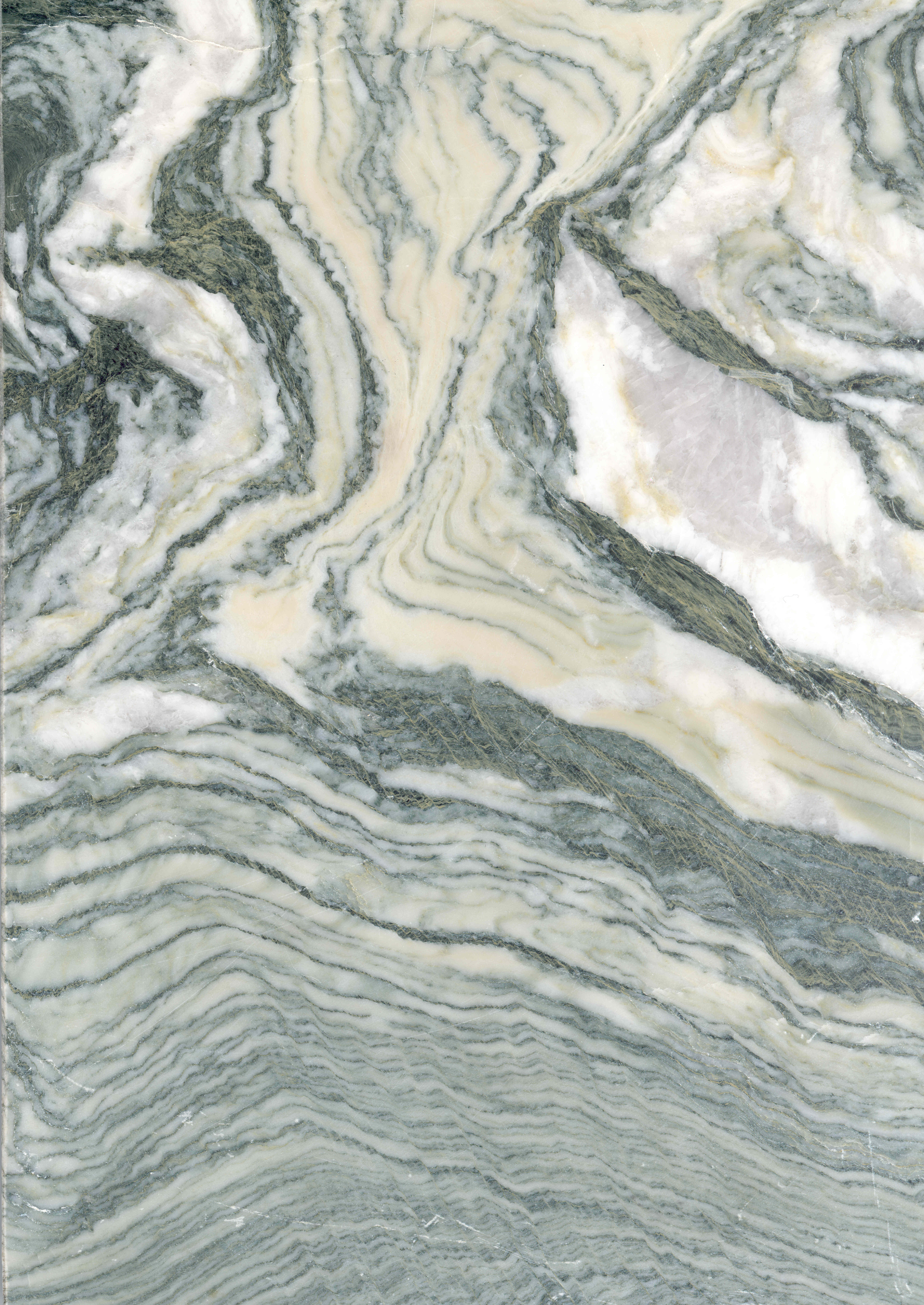
Cipollina, Marmo a silicati, Italia